# 今枝直恒
今枝 直恒（いまえだ なおつね、天正15年（1587年） - 慶安4年12月17日（1652年1月27日））は、安土桃山時代から江戸時代前期にかけての武将。加賀藩の家老。
父は池田家家老日置忠勝。母は今枝忠光の娘。伯父の前田家家老今枝重直の養子。幼名は阿萬。通称は民部。号は紹鉄。正室は前田長種の娘。子は日置忠隆、今枝直好、今枝近義、日置忠治、前田直玄、横山康玄室。
天正15年（1587年）、池田輝政家老日置忠勝の五男として誕生した。慶長3年（1598年）、12歳で母の兄今枝重直の養子となり、前田利長、利常に仕える。慶長8年（1603年）、17歳で大坂冬の陣に前田知好に従い出陣する。大坂夏の陣には父と共に出陣した。
元和3年（1617年）、将軍徳川秀忠、家光親子の加賀藩邸御成りの際に拝謁する。父重直の隠居により父の禄高と合わせて7000石を知行する。元和9年（1623年）、世子前田光高の守役となる。寛永16年（1639年）、光高が藩主となると加増されて1万1000石となる。
正保2年（1645年）、光高の臨終に際して、世子前田綱紀の守役を命じられる。慶安元年（1648年）、加増を受け1万2500石となる。慶安4年（1651年）12月17日没。享年65。
長男の忠隆は、直恒の兄日置忠俊の養子となるも、養父に先立ち31歳で没した。忠隆の娘は横山忠次に嫁いでいる。次男の直好は19歳で夭折した。三男の近義が直恒の家督を相続した。四男の直玄は、前田利家の娘福（高源院）の名跡を継いで前田姓を名乗った。五男の忠治は兄忠隆に代わって忠俊の養子となり家督を継いだ。